# João Coelho
Pour les articles homonymes, voir Coelho.
João Ricardo Agostinho Coelho (né le 4 avril 1999 à Vila Franca de Xira) est un athlète portugais, spécialiste du 400 mètres.

## Biographie
Il remporte la médaille de bronze du relais 4 x 400 m mixte lors des Jeux européens de 2019 à Minsk.
Il est médaillé d'or du 400 mètres aux Jeux méditerranéens de 2022 à Oran.
En 2023, il améliore à plusieurs reprises le record du Portugal du 400 m en réalisant 45 s 05 en juin lors des Jeux européens de Chorzów, épreuve sans laquelle il obtient la médaille d'argent, puis 44 s 79 début août à l'occasion de sa victoire aux Universiades d'été à Chengdu.

## Palmarès
| Date | Compétition                    | Lieu     | Résultat | Épreuve         | Temps        |
| ---- | ------------------------------ | -------- | -------- | --------------- | ------------ |
| 2019 | Jeux européens                 | Borås    | 3e       | 4 × 400 m mixte |              |
| 2022 | Championnats ibéro-américains  | La Nucia | 3e       | 4 × 400 m       | 3 min 7 s 23 |
| 2022 | Jeux méditerranéens            | Oran     | 1er      | 400 m           | 45 s 41      |
| 2023 | Jeux européens                 | Chorzów  | 2e       | 400 m           | 45 s 05      |
| 2023 | Universiades                   | Chengdu  | 1er      | 400 m           | 44 s 79      |
| 2024 | Championnats du monde en salle | Glasgow  | 4e       | 400 m           | 45 s 86      |

## Records
| Épreuve | Performance  | Lieu    | Date        |
| ------- | ------------ | ------- | ----------- |
| 400 m   | 44 s 79 (NR) | Chengdu | 3 août 2023 |